# Прогонная улица (Невский район)
Прого́нная улица — улица в Невском районе Санкт-Петербурга. Проходит от Рабфаковской улицы на запад в историческом районе Мурзинка.

## История
Название известно с 1898 года в форме Прогонный переулок, связано с тем, что по проезду прогоняли скот на пастбище. С 1957 года — в современной форме Прогонная улица.

## Достопримечательности
- Санкт-Петербургский государственный университет сервиса и экономики (Институт сервиса автотранспорта, коммунальной и бытовой техники) (дома 7—9)
- УВО Невского района